# Ostružnja Gornja
Ostružnja Gornja (cyr. Остружња Горња) – wieś w Bośni i Hercegowinie, w Republice Serbskiej, w gminie Stanari. W 2013 roku liczyła 380 mieszkańców.